# Clemens Frank
Clemens Frank (* 21. Februar 1961 in Seeheim-Jugenheim) ist ein ehemaliger deutscher Flossenschwimmer und Streckentaucher.

## Erfolge
Bei den ersten World Games 1981 in Santa Clara in den Vereinigten Staaten gewann Clemens Frank 2 × Silber. 1982 erhielt er bei den Weltmeisterschaften in Moskau 1 × Silber und 3 × Bronze. Bei den zweiten World Games 1985 in London gewann er im 400-Meter-Streckentauchen Gold, im 100-Meter-Streckentauchen Bronze sowie in beiden Staffeln (4 × 100 m, 4 × 200 m) Gold.